# Erre (casa discografica)
La Erre Records, nota anche semplicemente come Erre, è stata una casa discografica italiana, attiva negli anni settanta.

## Storia
Dopo il fallimento della Parade, Carlo Rossi decise di aprire una nuova casa discografica, questa volta però da solo e non più in società: nacque così la Erre, dall'iniziale del suo cognome, con sede a Roma.
Per la distribuzione, l'etichetta si appoggiò fino al 1975 alla CGD, per passare l'anno successivo all'RCA Italiana.
Tra gli artisti pubblicati dalla casa discografica: Nancy Cuomo, Louiselle, gli Ut, gruppo di rock progressivo e il complesso di pop melodico dei Collage.
A metà del decennio la Erre chiuse l'attività.

## Dischi
La datazione qui riportata si basa sull'etichetta del disco o sulla copertina; qualora nessuno di questi elementi abbia una datazione, è basata sulla numerazione del catalogo; talora è, infine, basata sul codice della matrice di stampa. Se esistenti, sono riportati, oltre all'anno, il mese e il giorno (quest'ultimo dato si trova, a volte, stampato sul vinile).

### 33 giri
| Numero di catalogo | Anno | Interprete                           | Titoli                          |
| ------------------ | ---- | ------------------------------------ | ------------------------------- |
| RRL 2010           | 1973 | Louiselle                            | 40 minuti d'amore               |
| RRL 2012           | 1974 | Ennio Morricone                      | Il buono, il brutto, il cattivo |
| RRL 2013           | 1974 | Ut                                   | Homo                            |
| RRL 2014           | 1974 | Nancy Cuomo                          | Viaggio nell'Amore              |
| RRL 2018           | 1974 | Louiselle                            | Ispirazioni                     |
| RRL 2019           | 1975 | Franco Tallarita e Adriano Tomassini | Ispirazioni e circostanze       |
| RRL 53001          | 1976 | Ut                                   | La strada era bella             |
| RRL 53002          | 1976 | Louiselle                            | I miei grandi successi          |

### Audiocassette
| Numero di catalogo | Anno | Interprete | Titoli                 |
| ------------------ | ---- | ---------- | ---------------------- |
| RRK 753001         | 1976 | Ut         | La strada era bella    |
| RRK 753002         | 1976 | Louiselle  | I miei grandi successi |

### Stereo 8
| Numero di catalogo | Anno | Interprete | Titoli    |
| ------------------ | ---- | ---------- | --------- |
| ZX8RR 50003        | 1972 | Louiselle  | Louiselle |

### 45 giri
| Numero di catalogo                   | Anno | Interprete               | Titoli                                        |
| ------------------------------------ | ---- | ------------------------ | --------------------------------------------- |
| ZR 50226                             | 1971 | Louiselle                | Kyrie eleison/Dovrò lasciarti                 |
| ZR 50227                             | 1972 | Louiselle                | Se qui non cambia vento/Due ore d'amore       |
| RR 3051                              | 1973 | The Ghosts of Nottingham | The chess dance/Canterbury                    |
| RR 3054                              | 1973 | Complesso Alaska         | Desiderata/La pioggia è musica                |
| RR 3055                              | 1973 | Anselmo e gli Anemoni    | La mente mia/L'organista                      |
| RR 3057                              | 1973 | Nancy Cuomo              | Almeno io/Un tipo come te                     |
| RR3059                               | 1973 | Selvaggia Divasco        | Legge d'amore/Visi stanchi                    |
| RR 3060                              | 1973 | Alpha Centauri           | Deserti di creta/Stasera che si fa            |
| RR 3061                              | 1973 | Cinzia De Carolis        | Papà non correre/In motoretta                 |
| RR 3062                              | 1973 | Melissa                  | Quel sorriso nelle sue mani/Che fai!          |
| RR 3063 Ristampe dal catalogo Parade | 1973 | Alunni del Sole          | Concerto/L'aquilone                           |
| RR 3064                              | 1974 | Cucco                    | Zibidi zibide/Il tuo viso                     |
| RR 3065                              | 1974 | Paolo Vasile             | Diventare un eroe / Invenzioni e bugie        |
| RR 3066                              | 1974 | La Rosa dei Venti        | Why Are You Running Fast?/The Flag            |
| RR 3067                              | 1974 | Louiselle                | Grattacieli di farfalle/La tua strega         |
| RR 3068                              | 1974 | Ut                       | Homo/Nel 3000 d.C.                            |
| RR 3069                              | 1974 | Nancy Cuomo              | Viaggio con te/Un amore incosciente           |
| RR 3070                              | 1974 | The Ghosts of Nottingham | Varsawa concert/Moonchild                     |
| RR 3071                              | 1974 | Louiselle                | Forse bello non sarai/Se qui non cambia vento |
| RR 3072                              | 1974 | Nancy Cuomo              | Il primo che passa/Un angelo                  |
| RR 3074                              | 1975 | Francesca Bartoli        | Se fossi padre mio/Me la dai una sigaretta    |
| RR 3075                              | 1975 | Annagiulia               | Aiuto/La sbandata                             |
| RR 3076                              | 1975 | Ut                       | La mia vita/Afrodite                          |
| RR 3077                              | 1975 | Saverio & Lele           | La donna da sposare/Come vola il tempo        |
| RR 3078                              | 1975 | Louiselle                | Grande sei tu/Teatro                          |
| RR 3079                              | 1975 | Collage                  | Angeli sbagliati/Dammi il tempo               |
| RR 3080                              | 1975 | Fernando Marucci         | L'asta / La casa sotto il ponte               |
| RRN 13001                            | 1976 | Ut                       | La strada era bella/Camelot                   |
| RRN 13002                            | 1976 | Louiselle                | Se qui non cambia vento/Lo spazio dell'anima  |
| RRN 13004                            | 1976 | Air On Fly               | Lucia/Moonchild                               |
| RRN 13005                            | 1976 | Louiselle                | La balera/L'uomo com'è strano                 |
| RRN 13007                            | 1976 | Saverio & Lele           | I Watussi/Come vola il tempo                  |
| RRN 13008                            | 1976 | Mars and Venus           | Piccola lady/Amo                              |
| RRN 13012                            | 1976 | Dolce Stil Novo          | Un anno un mese un giorno/Il dolce ritorno    |